# Kabinett Boumedienne I

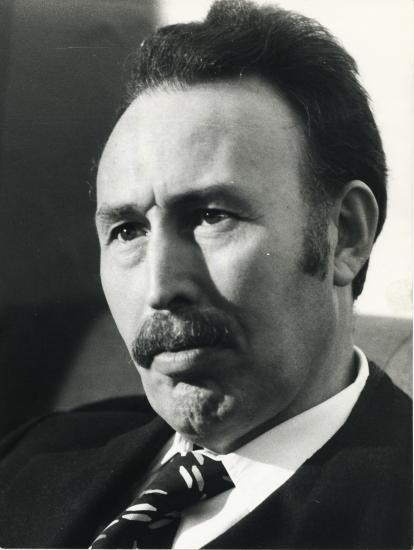
Houari Boumedienne war von 1965 bis 1978 Staatspräsident und Premierminister Algeriens

Das Kabinett Boumedienne I wurde in Algerien am 19. Juni 1965 von Staatspräsident und Premierminister Houari Boumedienne gebildet und löste das Kabinett Ben Bella ab. Boumedienne blieb bis zu seinem Tode am 27. Dezember 1978 als Staatspräsident und Premierminister im Amt. Am 21. Juli 1970 bildete er sein zweites Kabinett.

## Mitglieder des Kabinetts
| Amt                                                                                                  | Amtsinhaber                                               | Beginn der Amtszeit                           |
| --- | --------------------------------------------------------- | --------------------------------------------- |
| Staatspräsident und Premierminister                                                                  | Houari Boumedienne                                        | 19. Juni 1965                                 |
| Staatsminister 27. September 1966: Staatsminister und Transportminister                              | Rabah Bitat                                               | 19. Juni 1965                                 |
| Außenminister                                                                                        | Abd al-Aziz Bouteflika                                    | 19. Juni 1965                                 |
| Innenminister                                                                                        | Ahmed Medeghri                                            | 19. Juni 1965                                 |
| Minister für Finanzen und Planung 7. März 1968: Staatsminister und Minister für Finanzen und Planung | Ahmed Kaïd Ahmed Medeghri (kommissarisch) Chérif Belkacem | 19. Juni 1965 14. September 1967 7. März 1968 |
| Minister für Landwirtschaft und Agrarreformen                                                        | Ahmed Mahsas Abdennour Ali Yahia Mohamed Tayebi Larbi     | 19. Juni 1965 24. September 1966 7. März 1968 |
| Informationsminister                                                                                 | Bachir Boumaza Mohamed Seddik Benyahia                    | 19. Juni 1965 24. Oktober 1966                |
| Justizminister und Siegelbewahrer                                                                    | Mohammed Bedjaoui                                         | 19. Juni 1965                                 |
| Minister für nationale Bildung                                                                       | Ahmed Taleb Ibrahimi                                      | 19. Juni 1965                                 |
| Minister für Volksgesundheit                                                                         | Tedjini Haddam Omar Boudjellab                            | 19. Juni 1965 21. Mai 1970                    |
| Minister für Veteranen                                                                               | Boualem Benhamouda                                        | 19. Juni 1965                                 |
| Minister für Industrie und Energie                                                                   | Belaid Abdessalam                                         | 19. Juni 1965                                 |
| Minister für Post und Telekommunikation                                                              | Abdelkader Zaïbek                                         | 19. Juni 1965                                 |
| Minister für öffentliche Arbeiten 10. April 1965: Minister für öffentliche Arbeiten und Wiederaufbau | Abdennour Ali Yahia Lamine Khene                          | 19. Juni 1965 24. September 1966              |
| Minister für Wohnungswesen und Wiederaufbau                                                          | Mohamed El Hadi Hadj Smaine                               | 19. Juni 1965                                 |
| Handelsminister                                                                                      | Noureddine Delleci Layachi Yaker                          | 19. Juni 1965 9. Juni 1969                    |
| Minister für Arbeit und Soziales                                                                     | Abdelaziz Zerdani Mohamed Saïd Mazouzi                    | 19. Juni 1965 7. März 1968                    |
| Tourismusminister                                                                                    | Abdelaziz Maou                                            | 19. Juni 1965                                 |
| Minister für Jugend und Sport                                                                        | Abdelkrim Benmahmoud                                      | 19. Juni 1965                                 |
| Minister für Landbesitzangelegenheiten                                                               | Larbi Saadouni Mouloud Kassim                             | 19. Juni 1965 1. Juni 1970                    |